# Libertas Ecclesiae
Libertas Ecclesiae byla papežská bula vyhlášená papežem Řehořem VII. v roce 1079. Úředně v ní vyhlásil, že papež není podřízen autoritě císaře. Ačkoli papež nebyl císařem jmenován, po svém zvolení byl ve skutečnosti až do roku 1058 (podle ustanovení Constitutio romana vydaném 11. listopadu 824 Lotharem I. Franským, které bylo potvrzeno Privilegiem Othonis v roce 962) císařem schvalován. Po vyhlášení buly, byla volba papeže vyhrazena výlučně kolegiu kardinálů.